# Raytheres
Raytheres is een geslacht van kreeftachtigen uit de klasse van de Malacostraca (hogere kreeftachtigen).

## Soort
- Raytheres clavapedatus (Glassell, 1935)